# Carlo Luigi Buronzo del Signore
Carlo Luigi Buronzo del Signore est un évêque et érudit italien.

## Biographie
Né à Verceil, le 23 octobre 1731, d’une des plus illustres familles du Piémont, il fut destiné à l’état ecclésiastique, et entra de bonne heure au collège des nobles à Turin. Il s’appliqua au droit canonique et civil, et y fit de tels progrès qu’à l’âge de dix-huit ans il fut admis au doctorat. Il se livra ensuite à la théologie : mais ces études sévères n’éteignirent pas en lui le goût de la belle littérature, qui s’était fortement développé dans le cours de ses humanités. Il entretenait un commerce presque furtif avec les muses, et se dédommageait de la sécheresse du Décret et des Pandectes, es en lisant Homère et Virgile. Quelques essais échappés de son cabinet lui méritèrent de tels applaudissements, qu’il oublia presque sa vocation première. Il y revint cependant, abjura tout emploi frivole de ses talents, et les consacra à des travaux plus séants à son état. Pourvu à vingt et un ans d’un canonicat à Verceil, il fut trois ans après élevé à la première dignité de ce chapitre, et choisi pour vicaire général par les cardinaux Costa et Martiniana, qui se succédèrent dans l’épiscopat de ce diocèse. Le jeune Buronzo montra tant de capacité, de prudence et de régularité dans l’exercice de ses fonctions, que déjà le vœu public l’appelait aux plus hautes dignités ecclésiastiques ; mais, moins ardent à les poursuivre que jaloux de les mériter, il entreprenait un ouvrage également honorable pour sa patrie et pour son Église. Parmi les grands évêques qui, depuis St. Eusèbe, ont illustré le siège de Verceil, on compte Atton, ou Acton. Nombre d’écrivains ecclésiastiques en parlent avec éloge, et il est généralement regardé comme une des rares lumières du 10e siècle. On ne connaissait qu’une partie de ses œuvres, publiées par D. Luc d'Achery, dans le t. 7 du Spicilegium ; le savant bénédictin en avait obtenu la copie du cardinal Bona : mais cette copie, prise sur un manuscrit très-défectueux, était défigurée par un grand nombre de lacunes. On préjugeait avec vraisemblance qu’il devait en exister, dans la bibliothèque du chapitre de Verceil, des manuscrits plus exacts, peut-être même les originaux. Cette bibliothèque était dans le plus grand désordre. Buronzo ne parvint qu’avec une peine extrême à fouiller cette mine, intacte jusqu’à lui. Il y consuma plusieurs années presque sans aucun fruit ; enfin il eut le bonheur de tomber sur un cahier écrit de la propre main d’Atton, et renfermant la majeure partie de ses œuvres. Il suspendit ses fouilles pour se livrer tout entier à l’examen de ce précieux cahier ; il l’étudia dans toutes ses parties, en approfondit les difficultés, joignit des notes à tous les passages obscurs, et livra cet intéressant travail à l’impression. Il parut à Verceil en 1768, in-fol., sous ce titre : Attonis, S. Vercellensis ecclesiæ episcopi, Opera, ad autographi Vercellensis fidem nunc primum exacta, præfatione et commentariis illustrata a D. C. Burontio del Signore, ejusd. eccl. canonico et cantore majore. Ce volume, divisé en 2 parties, contient le commentaire d’Atton sur les Épîtres de Paul, deux sermons, les capitulaires, les lettres pastorales, et la 1re section du traité de Pressuris ecclesiasticis ; le cahier original ne renfermait rien de plus. Dans la préface, écrite avec une rare élégance, et mise en tête du volume, Buronzo prouve contre d’Achery, Dupin, Fabricius, Cave, etc. qu’il n’y a eu qu’un seul évêque de Verceil du nom Atton, que vraisemblablement il était Lombard d’origine, qu’il fut évêque de Verceil en 924, et mourut en 964. Les éclaircissements et les notes sont de la critique la plus saine et la plus sage, et attestent la profonde érudition de leur auteur dans toutes les parties de la science ecclésiastique. Il observe, sur le centième et dernier des capitulaires, qu’Atton y cite plusieurs anciens livres apocryphes que nous n’avons plus, entre autres Pænitentia St. Cypriani, Sortes apostolorum, etc. Nous nous sommes un peu étendus sur ce volume, parce qu’il est très-rare en France. Il devait être suivi d’un second, qui aurait renfermé les trois sections entières, et sans lacunes, du traité de Pressuris ecclesiasticis, et le Polypticum, quod et perpendiculum, cum quo noxa redarguere et honesta sancire decet, ouvrage dont le titre seul est connu. Buronzo espérait trouver la suite et le complément des manuscrits d’Atton ; mais les dignités auxquelles il fut appelé l’éloignant de Verceil, il fut obligé d’interrompre ce travail. Nommé en 1784 à l’évêché d’Acqui, il passa, en 1791, à celui de Novare, et en 1797, à l’archevêché de Turin : le roi de Sardaigne le choisit en même temps pour son grand aumônier, et le décora de la croix du grand ordre de l’Annonciade. Dans ce haut degré d’élévation, et chargé des affaires les plus importantes, Buronzo développa toute la dextérité compatible avec la plus grande délicatesse de sentiment. Honoré de la confiance de son roi, et de celle des souverains pontifes Pie VI et Pie VII, il retraça dans sa conduite la dignité des évêques qui ont illustré les plus beaux siècles de l’Église. Enfin des motifs que nous ignorons le décidèrent à se démettre de son archevêché : il se retira à Verceil, où il est mort le 22 octobre 1806 dans sa 77e année.

## Œuvres
- Attonis sanctae Vercellarum ecclesiae episcopi Opera ad autographi Vercellensis fidem nunc primum exacta. Praefatione, et commentariis illustrata; Volume 1; Volume 2 , Vercellis, ex Typographia Joseph Panialis, 1768.